# オカナガン・シミルカミーン地域
オカナガン・シミルカミーン地域（オカナガン・シミルカミーンちいき、英: Regional District of Okanagan-Similkameen）は、ブリティッシュコロンビア州の地方行政区の1つ。州内南部に位置し、アメリカ・ワシントン州と接している。オカナガン地方の南部でもある。

## 主な都市
- ペンティクトン （Penticton）
- サマーランド （Summerland）
- オカナガン・フォールズ （Okanagan Falls）
- オリバー （Oliver）
- オソイヨーズ （Osoyoos）